# Résidence du gouverneur du Wisconsin
La résidence du gouverneur du Wisconsin (Wisconsin Governor's Mansion en anglais) est la résidence officielle du gouverneur du Wisconsin, plus haute fonction du pouvoir exécutif de l'État. Elle est située dans le village de Maple Bluff, dans le comté de Dane, aux États-Unis, sur les rives du lac Mendota, au numéro 99 de Cambridge Road. Elle fait partie des quatre résidences officielles de gouverneur américain à ne pas se situer dans la capitale d'État.
L'édifice, construit en 1920 dans un style architectural néoclassique, est à l'origine destiné à être la demeure personnelle de Carl A. Johnson, un industriel de Madison, capitale d'État du Wisconsin. Vingt ans plus tard, la demeure est vendue à Thomas R. Hefty, un banquier de Madison, qui la vend à son tour à l'État du Wisconsin en 1949 pour la somme de 47 500 dollars américains. Depuis son acquisition par l'État, elle a été et est la résidence officielle des gouverneurs du Wisconsin et de leur famille.

## Description
La demeure a été conçue par Frank Riley, architecte de Madison, dans un style architectural néoclassique. L'ensemble, soit l'édifice et les jardins qui l'entourent, s'étend sur 15 000 m2, sur les rives du lac Mendota. 
L'édifice compte trois niveaux (ou deux étages) et a une surface habitable de plus de 1 500 m2. Il est composé de 34 pièces, 13 salles de bain et 7 chambres à coucher. 
La résidence compte dix jardins extérieurs, un gazébo, et plusieurs chemins pédestres menant notamment au bord du lac.